# 加賀ひとみ
加賀 ひとみ（かが ひとみ）は、日本の声楽家、メゾソプラノ歌手。青森県十和田市出身。二期会および日本声楽家協会会員。聖徳大学音楽学部兼任講師。共立女子大学非常勤講師。

## 人物・来歴
青森県十和田市出身。八戸聖ウルスラ学院高等学校音楽科では、1987年（昭和62年）にNHK全国学生音楽コンクール声楽部門で第3位に入賞した。
同校卒業後はいったん就職するが、音楽の道を諦めきれずに東京藝術大学音楽学部に進学、同大学院修士課程オペラ専攻修了した。
オペラではズボン役からカルメンまで器用にこなす。歌手としては、童謡のアレンジを中心としたリサイタルを各地で開くなど幅広く活躍している。
2016年（平成28年）3月に「トム・ジョンソン《4音オペラ》」（2015年3月公演）にて、第15回佐治敬三賞（主催・サントリー芸術財団）を受賞。

## 出演歴
- 新国立劇場『ヘンゼルとグレーテル』ヘンゼル役
- 日生劇場『カプレーティ家とモンテッキ家』ロメオ役（2007年）[2]
- 東京文化会館オペラBOX 『バスティアンとハバスティエンヌ』バスティアン役
- 神奈川県民ホール開館40周年記念『水炎伝説』老女・トコヨ乙女役（2015年）
- 杉並公会堂・愛知県芸術劇場『トム・ジョンソン《4音オペラ》』メゾ・ソプラノ/コントラルト（2015年）
- ドンナ・オペラ『ドン・ジョヴァンニ』ドン・ジョヴァンニ役（2016年）
- 『セヴィリアの理髪師の結婚』ケルビーノ役（2016年）
- 東京二期会仙台公演『コジ・ファン・トゥッテ』ドラベッラ役（2016年）
- 『悲戀～ハムレットとオフィーリア』侍女役（2016年）
- クオーレ・ド・オペラ『カヴァレリア・ルスティカーナ』サントゥッツァ役（2016年）
- 上田市交流文化芸術センター『カルメン』カルメン役（2017年）
- 東京文化会館『椿姫（新制作）』フローラ役（2020年）[8]